# Compact de Banach-Mazur
Dans le domaine mathématique de l'analyse fonctionnelle, la distance de Banach-Mazur – nommée d'après Stefan Banach et Stanisław Mazur – est une distance δ définie sur l'ensemble Q(n) des espaces vectoriels normés de dimension finie n (pris à isomorphisme isométrique près). L'espace métrique associé (Q(n), δ), compact, est appelé le compact de Banach-Mazur ou le compact de Minkowski – d'après Hermann Minkowski.
Si X et Y sont deux espaces normés de dimension n non nulle, 
où ║ ║ désigne la norme d'opérateur.

## Détails sur la définition
Peu importe le logarithme choisi. On peut par exemple prendre le logarithme népérien.
L'ensemble dont on prend ci-dessus la borne inférieure est non vide car deux espaces vectoriels normés de même dimension finie sont toujours isomorphes en tant qu'espaces vectoriels topologiques (voir Norme équivalente).
Une application linéaire entre deux tels espaces X et Y est automatiquement continue, donc un isomorphisme d'espaces vectoriels T de X dans Y est toujours bicontinu et le conditionnement satisfait ║T║−1 ║T║ ≥ ║T −1 T║ = ║idX║ = 1, si bien que δ(X, Y) ≥ 0.
La distance dépend du choix du corps de base, ℝ ou ℂ. En général, on choisit implicitement ℝ.
Beaucoup d'auteurs préfèrent travailler avec la « distance » de Banach-Mazur multiplicative
qui vérifie d(X, Z) ≤ d(X, Y) d(Y, Z) et d(X, X) = 1.

## Propriétés
Le réel δ(X, Y) ne dépend que des classes d'isomorphisme isométrique de X et Y.
Sur Q(n), l'application induite par δ est une distance. Le fait que les espaces soient de dimension finie est crucial pour que δ(X, Y) = 0 ⇒ X et Y isométriques.
L'espace métrique (Q(n), δ) est compact et connexe par arcs.
On a des estimations de la « distance » multiplicative d(X, Y) lorsque l'un des deux espaces est un ℓp(n), c'est-à-dire ℝn muni de la norme p pour un certain p ∈ [1, ∞]  (on le note ainsi parce que c'est l'espace Lp de la mesure de comptage sur un ensemble à n éléments) :
- On démontre facilement que d(ℓ1(n), Y) ≤ n pour tout Y ∈ Q(n), grâce au lemme d'Auerbach. En effet, soit (e1, … , en) une base d'Auerbach normée  de Y, c'est-à-dire que les ek sont unitaires et les ek de la base duale (e1, … , en) aussi. En définissant T : ℓ1(n) → Y par T((tk)k) = ∑ tkek, on a ║T║ = 1 et, puisque T −1(y) = (ek(y))k, ║T −1║ ≤ n.
- Plus généralement, d(X, Y) ≤ n pour tous X, Y ∈ Q(n), d'après un théorème (en) démontré en 1948 par Fritz John, sur l'ellipsoïde maximal contenu dans un corps convexe (en), qui fournit la majoration[5] :{\displaystyle d(X,\ell ^{2}(n))\leq {\sqrt {n}}.}
- Si p, q ≤ 2 ou p, q ≥ 2,{\displaystyle d(\ell ^{p}(n),\ell ^{q}(n))=n^{\left|{\frac {1}{p}}-{\frac {1}{q}}\right|}}[6].
- Pour p < 2 < q, on connaît un encadrement :{\displaystyle {\frac {n^{\alpha }}{\sqrt {2}}}\leq }[7]{\displaystyle d(\ell ^{p}(n),\ell ^{q}(n))\leq {\frac {n^{\alpha }}{{\sqrt {2}}-1}}{\text{ avec }}\alpha =\max \left({\frac {1}{p}}-{\frac {1}{2}},{\frac {1}{2}}-{\frac {1}{q}}\right).}

E. Gluskin a démontré par une méthode probabiliste que le « diamètre » (multiplicatif) de Q(n) – majoré par n d'après ce qui précède – est minoré par cn, pour une certaine constante universelle c > 0. Gluskin introduit pour cela une famille de polytopes symétriques aléatoires P(ω) de ℝn et les espaces normés dont P(ω) est la boule unité (l'espace vectoriel est ℝn et la norme est la jauge de P(ω)), puis montre que l'estimation annoncée est vraie avec une grande probabilité pour deux espaces normés indépendants dans cette famille.
L'espace topologique Q(n) est un extenseur absolu, c'est-à-dire que toute application continue, à valeurs dans Q(n), définie sur un fermé d'un espace métrisable, s'étend continûment à l'espace entier. Comme Q(n) est métrisable, cela revient à dire que c'est rétract absolu, comme le cube de Hilbert. Mais Q(2) n'est pas homéomorphe au cube de Hilbert,.